# Islândia nos Jogos Olímpicos de Inverno de 1994
A Islândia competiu nos Jogos Olímpicos de Inverno de 1994 em Lillehammer, Noruega.